# Olga Smirnova
Pour les articles homonymes, voir Smirnova.
Olga Smirnova, née en 1991, est une danseuse de ballet russe qui s'est produite dans de nombreuses salles à travers l'Europe, à Pékin et au Japon.
Le 16 mars 2022, après l'invasion de l'Ukraine par la Russie, elle quitte le Ballet du Bolchoï et rejoint le Nationale Ballet à Amsterdam.

## Biographie

### Enfance et parcours
Née à Saint-Pétersbourg, Olga Smirnova vient d'une famille sans aucun lien avec le ballet. Sa mère l'a encouragée à se lancer dans l'art à l'Académie Vaganova où elle a étudié avec Lioudmila Kovaleva, une professeure de danse renommée[source insuffisante]. L'académie, que certains considèrent comme la source du ballet moderne, a plus de 260 ans[source insuffisante]. Elle a participé aux tournées de l'académie à travers l'Europe et le Japon, se produisant dans la présentation 2004 arrangée conjointement avec la Royal Ballet School. 
En 2011, alors qu'elle était encore étudiante à l'académie Vaganova, elle est apparue à Londres au Coliseum Theatre pour commémorer Galina Oulanova, considérée comme l'une des plus grandes ballerines. Pour la routine de commémoration, chorégraphiée par Assaf Messerer et accompagnée de Melody de Antonín Dvořák, Smirnova a dansé avec Sergey Strelkov. Elle a également dansé, en juin de cette année-là, au spectacle-bénéfice de Diana Vichneva au théâtre Mariinsky. Le mois suivant, elle était à Pékin, en partenariat avec le danseur principal du Bolchoï Semyon Tchoudine, interprétant Grand Pas classique (chorégraphie de Victor Gsovsky) sur la musique du compositeur français du XIXe siècle Esprit Auber.
Puis, immédiatement après avoir obtenu son diplôme, elle a été recrutée par le Bolchoï et n'a passé qu'une seule journée dans le corps de ballet avant de prendre des solos. Ayant rejoint la compagnie en tant que soliste, elle a été promue première soliste lors de sa première saison et soliste de premier plan à la fin de sa deuxième saison, en 2013. Au début de sa carrière, son professeur-répétiteur était Marina Kondratieva. Actuellement, elle est entraînée par Maria Allach.

### Rôles
Elle a fait plusieurs grandes tournées comme celle du gala concert d’étoiles de mai 2011 à la mémoire de Galina Oulanova du cycle « Icônes du ballet russe » sur la scène du Coliseum Theatre de Londres. Elle y a dansé Melody sur une musique de Dvořák (chorégraphie d'Assaf Messerer et en duo avec Sergueï Strelkov).
En 2012 et 2013, elle a dansé des rôles principaux dans La Bayadère, Diamonds, La Fille du pharaon et Le Lac des cygnes. En 2013, elle interprète le rôle de Tatiana à la première du Bolchoï de Onéguine (en) de Cranko. Elle a créé des rôles tels que Bianca dans Taming of the Shrew de Jean-Christophe Maillot, Dream of Dream de Jorma Elo (en), la Marquise dans Marco Spada de Pierre Lacotte. Son répertoire comprend également Aurore dans La Belle au bois dormant, Anastasia dans Ivan le Terrible, Terpischore dans Apollo de Balanchine, Marguerite dans La Dame aux camélias de John Neumeier .
En 2014, elle a été invitée par l'American Ballet Theatre à jouer le rôle de Nikiya dans la production de La Bayadère de Natalia Makarova. Elle a également dansé le rôle principal dans Diamonds, un rôle qu'elle a créé en 2012, dans l'émission Les Bijoux du Bolchoï.
Elle a eu différents rôles importants, comme : Anastasia (Ivan le Terrible, musique de Serge Prokofiev, chorégraphie par Grigorovitch) en 2012, Odette-Odile dans Le Lac des cygnes en 2013, les premiers rôles dans Carmen de Georges Bizet et Rodion Chtchedrine sur une  chorégraphie d'Alicia Alonso en 2017 et Giselle dans la version d'Alexeï Ratmansky, ballet crée en 2019, Kitri dans Don Quichotte, dans la deuxième version d'Alexeï Fadeïetchev.

## Distinctions
Elle a reçu, avec Steven McRae (en) du Ballet royal, le prix du Danseur de l'année sur la scène internationale lors de la remise des prix Positano Léonide Massine. En 2016, elle obtient avec Semyon Tchoudine le Dance Open Grand Prix lors du Dance Open Ballet Festival qui s'est tenu à Saint-Pétersbourg en 2016. Elle fut également élu meilleure danseuse de l'année en 2018 par le magazine italien Danza & Danza.

## Appréciations
En écrivant dans The Telegraph en mars 2013, Mark Monahan a trouvé en elle « un talent vraiment extraordinaire ». Il a décrit son physique comme suit : « Longue, avec un cou de cygne, une colonne vertébrale superbement souple et une ligne classique ravissante, elle a aussi l'agilité d'une soubrette. Ses bras ondulent avec un lyrisme typiquement russe, plus léger que l'air, mais son saut en flèche, apparemment sans préparation, qui accentue l'impression de flottabilité, suggère également une grande force musculaire ». Quant à ses talents de danseuse, il a fait remarquer « qu'après à peine 18 mois, elle est déjà une définition pratique d'une star ».
Commentant sa performance dans Diamonds (août 2013), Luke Jennings de The Observer la caractérise comme « l'instrument physiquement parfait de sa forme d'art », révélant son enthousiasme pour son pas de deux avec Semyon Tchoudine au Royal Opera House. Il a également acclamé ses rôles la même semaine d'Odette-Odile dans Le Lac des cygnes.
L'enthousiasme a été reflété par Clément Crisp du Financial Times, tandis que Zoë Anderson de The Independent a été impressionnée par son interprétation de Nikiya dans La Bayadère dans laquelle elle a « interprété l'histoire avec aplomb ».

## Prises de position
Le 16 mars 2022, 20 jours après le début de l'intervention militaire de la Russie en Ukraine, elle rejoint le Nationale Ballet à Amsterdam, qui annonce : « Smirnova a été très claire dans sa récente dénonciation de l’invasion russe de l’Ukraine, ce qui rend intenable son travail dans son pays natal ». Elle rappelle qu'elle a un grand-père ukrainien et déclare :

« Les problèmes politiques dans une société civilisée moderne devraient être résolus exclusivement par des négociations pacifiques. Je n'aurais jamais pensé que j'aurais honte de la Russie, j'ai toujours été fière du talent du peuple russe, de nos réalisations culturelles et sportives. Mais maintenant, une ligne a été tracée avant et après. Et ça fait mal du fait que des gens meurent, tandis que d'autres sont privés d'un toit au-dessus de leur tête ou contraints de quitter leur maison. »